# Iquíxida

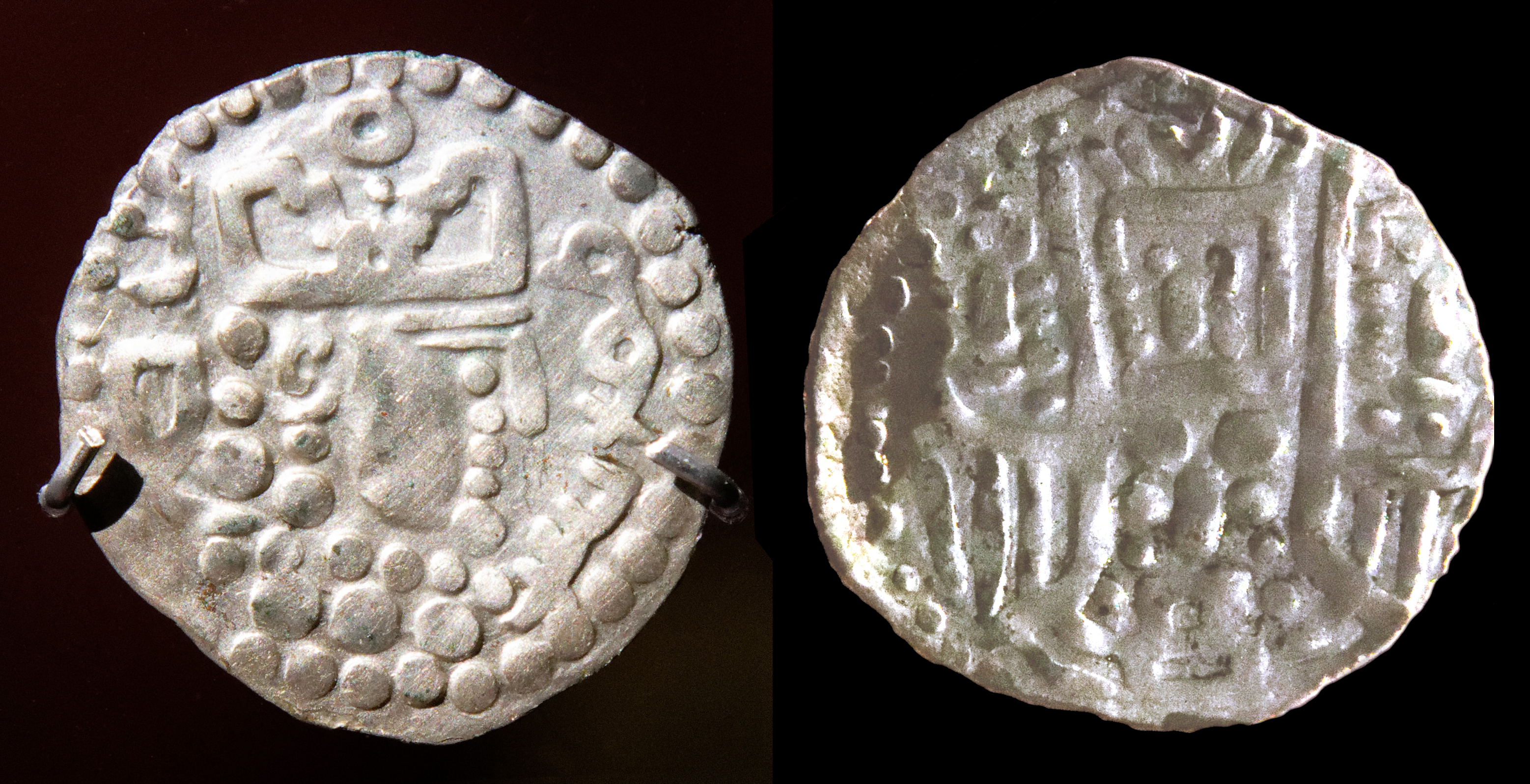
Um Iquíxida

Iquíxida foi um título principesco do governantes iranianos de Soguediana e do Vale de Fergana, na Transoxiana, durante os períodos pré-islâmico e islâmico precoce. O termo tem origem persa antigo, com alguns estudiosos variadamente associando-o com a raiz khshaeta, "brilhante", ou khshāyathiya, "governante, rei" (que é também a origem do título xá). O prestígio do título na Ásia Central permaneceu elevado até tão tarde quanto o século X, quando foi adotado pelo comandante turco e governante do Egito Maomé ibne Tugueje, cujo avô provinha de Fergana. Em honra a seu título, a dinastia de curta duração fundada por ibne Tugueje tornou-se conhecida como dinastia iquíxida.
Os iquíxidas de Soguediana, com sua capital em Samarcanda, são bem atestados durante e após a conquista islâmica da Transoxiana. A linhagem sobreviveu durante o período abássida, embora sua sede tivesse mudado para Isticã. Dentre os mais notáveis e enérgicos reis soguedianos estava Guraque, que em 710 derrubou seu predecessor Tarcum e por quase 30 anos, através da mudança de alianças, conseguiu preservar uma autonomia precária entre o expansivo Califado Omíada e o Grão-Canato Turguexe. Os autores árabes relatam que o título era também usado pelo governante de Fergana durante o mesmo período: ibne Alatir relata que foi o iquíxida de Fergana que chamou os chineses por ajuda contra os árabes, resultando na batalha de Talas.